# Aeroportul Fera
Aeroportul Fera (IATA: FRE, ICAO: AGGF) este un aeroport din Isabel Province⁠(d), Insulele Solomon.
Situat la o altitudine de 2 m, aeroportul dispune de o singură pistă.